# كتامة (واد المخازن)
كتامة هي إحدى مشيخات المملكة المغربية، تتبع جغرافيا لإقليم القنيطرة وإداريًا لواد المخازن. يقدر عدد سكانها بـ 2990 نسمة حسب الإحصاء الرسمي للسكان والسكنى لسنة 2004.